# Universidade Federal do Amapá
A Universidade Federal do Amapá (UNIFAP) é uma instituição de ensino superior pública federal, situada no estado do Amapá. Sua sede está em Macapá, com campi em Santana, Laranjal do Jari, Oiapoque e Mazagão, além de um campus em construção em Tartarugalzinho.

## História
A estrutura precursora da Universidade Federal do Amapá veio com a montagem em 1970 do "Núcleo de Educação em Macapá" (NEM), ligado a Universidade do Pará (atual UFPA). No NEM, passaram a ser oferecidas cerca de 500 vagas de licenciatura de curta duração no campo do Magistério, no intuito de reverter o atraso de pessoal nesse sentido na região do Território Federal do Amapá, e formar um quadro permanente e qualificado, eminentemente regional.
Com a iminente elevação do Território Federal do Amapá em uma unidade federativa plena, passou-se a discutir seriamente a necessidade de construção de uma universidade autônoma na região do Amapá. Tal proposta culminou na elaboração da Lei Federal nº 7.530, de 29 de agosto de 1986 que criou a UNIFAP, tornando-se vigente através do Decreto nº 98.997, de 2 de março de 1990, publicado no Diário Oficial da União nº 43, de 5 de março de 1990. O NEM permaneceu em atividade até 1992, quando suas estruturas foram reaproveitadas para formar a recém-criada UNIFAP.
Além de oferecer cursos de graduação, a universidade também conta com programas de pós-graduação (lato sensu e stricto sensu), pesquisa e extensão, de acordo com o artigo 207 da Constituição Federal. Por ser uma fundação pública de ensino está vinculada ao Ministério da Educação (MEC), através da Secretaria de Ensino Superior (SESu). Foi criada pelo Decreto nº 98.997 de 2 de março de 1990, assinado pelo então presidente da República José Sarney. Seu orçamento em 2015 foi de mais de 137 milhões de reais.

## Forma de ingresso
A partir do primeiro semestre de 2013, os novos alunos que desejem ingressar nos os cursos de graduação da Universidade Federal do Amapá, terão que obrigatoriamente realizarem a prova do Exame Nacional do Ensino Médio (ENEM). e optar pelo processo seletivo da instituição ou pelo Sistema de Seleção Unificada (SISU). Os cursos que requerem comprovação de habilidade específica podem ter uma avaliação adicional, o que ainda está será analisado pelas respectivas unidades de ensino.
Em 2019 ,o Consu aprovou a bonificação de 30% para estudantes do Amapá e mesorregião do Marajó que quiserem adentrar na instituição. Inicialmente o texto proposto trazia a diferenciação de 30% para os alunos da rede pública e 25% para os alunos da rede privada contudo a esta proposta teve voto vencido.

## Estrutura
A UNIFAP é uma universidade multi-unidade, composta por 5 campi. São unidades educacionais de propriedade da Universidade Federal do Amapá:
- Campi: 5
- Institutos: 6
- Escola de Aplicação da UNIFAP -  Maria Luiza Bello da Silva[17]

### Televisão e Rádio Universitária
A formalização para a criação da Rádio Universitária 96.9 FM teve seu início em 18 de maio de 2009, por meio do processo 53000.064826/2009-18, do Ministério das Comunicações, Brasília, DF. Em 16 de setembro de 2009, por meio da Portaria nº 717, o Ministro de Estado das Comunicações consignou à Empresa Brasil de Comunicações, o canal 245E, para execução do serviço de radiodifusão sonora em frequência modulada, com fins exclusivamente educativos, temos, portando, criada a Rádio Universitária 96.9 FM. Em 19 de fevereiro de 2010, foi inaugurado o prédio para a instalação da emissora a qual passou a funcionar em caráter experimental e alguns meses depois em caráter permanente. Por meio das Resoluções 39 e 40, de 21.12.2015 do Conselho Superior da UNIFAP foi inserido na estrutura oficial da Universidade a Rádio Universitária, bem como foi aprovado seu Regimento geral, respectivamente.
A Rádio Universitária 96.9 FM conta como uma programação diversificada, voltada para a divulgação da cultura local, regional e nacional em várias dimensões e com programas que evidenciam as atividades finalísticas da Universidade Federal do Amapá quais sejam Pesquisa, Ensino e Extensão além de dar publicidade às atividades da gestão administrativa da universidade. As instalações da TV e Rádio Universitária da UNIFAP contam com laboratórios de prática jornalística (TV e Rádio), do Curso de Jornalismo, laboratório de fotografia e conteúdo digital, sala de aula, sede do administrativo, além da Agência Experimental (AGCOM). O prédio possui três estúdios, sendo dois para gravação e edição, e o estúdio dos programas ao vivo, com tecnologias modernas – bancada, microfones, mesa de operação digital, gerador de conteúdos, mídias de transmissão, entre outros.
Objetivando socializar suas atividades de radiodifusão a Rádio Universitária 96.9 FM têm firmado parcerias institucionais para realização de programas radiofônicos, sendo as parcerias mais recentes firmadas foram com a Agência de Defesa e Inspeção Agropecuária do Amapá-DIAGRO, Tribunal de Justiça do Amapá, Ministério Público do Estado do Amapá, dentre outras. Destaca-se ainda que a Rádio Universitária 96.9 FM é utilizada como laboratório aos estudantes dos diversos cursos de graduação com destaque ao curso de Jornalismo. A torre digital, que dará suporte a antena, possui 50 metros, e abrigará, exclusivamente, a haste de captação do sinal da TV Universitária Digital, no canal 19. Construída em ferro galvanizado, a obra custará R$ 23 mil. A TV não será apenas uma repetidora, mas também vai gerar conteúdo próprio com distribuição local e possibilidade de veiculação nacional e já se adiantou que será produzido um telejornal voltado para Universidade. A TV Digital terá, ainda, estúdio de 40m² com espaço de cenários em chroma key e sala de edição, em fase de construção.

### Hospital Universitário
Uma equipe da Empresa Brasileira de Serviços Hospitalares (EBSERH), visitou a UNIFAP para tratar do plano de trabalho que estabelece medidas a serem tomadas para colocar o Hospital Universitário da UNIFAP em funcionamento. Segundo os técnicos. o prédio está em fase bem adiantada e deve ser concluído no mês de Janeiro do ano de 2020, conforme o cronograma estabelecido, o orçamento total do prédio foi orçada em 276 milhões. O Hospital Universitário está previsto para funcionar no primeiro trimestre de 2021.
A estimativa é que sejam realizadas, diariamente, até 1.920 consultas, 719 exames de patologia clínica e 35 de ultrassom. A unidade poderá comportar até 1.180 internações mensais. O projeto prevê que, ao estar em pleno funcionamento, o HU da UNIFAP terá disponíveis 240 leitos para internação, 60 leitos de UTI, dez salas cirúrgicas, além de triagem especializada com urgência e emergência referenciadas. Os projetos básicos e executivos foram contratados pela universidade com assistência técnica da Ebserh, por meio do Escritório das Nações Unidas de Serviços para Projetos (UNOPS).
Estarão disponíveis serviços como diagnóstico por imagem (radiologia, hemodinâmica, tomografia, ultrassonografia, ressonância magnética, endoscopia e exames oftalmológicos) e métodos gráficos (eletrocardiograma, eletroencefalograma, urodinâmica). O hospital terá ainda a unidade de apoio técnico, com nutrição, farmácia, centro obstétrico e atendimento em fisioterapia e reabilitação.
De acordo com o senador Randolfe Rodrigues, no dia 7 de outubro de 2019 o mesmo recebeu um ofício da Empresa Brasileira de Serviços Hospitalares, que afirma retirar as especialidades de cardiologia cirúrgica e intervencionista, obstetrícia e cuidados neonatais, centro de tratamento de pacientes com doenças renais crônicas, cirurgia endovascular e cerebral endovascular.  No dia 9 de outubro de 2019, foi marcado uma audiência na sede da Ebserh com a participação dos representantes da UNIFAP e a bancada do Amapá, bem como uma audiência em 10 de outubro de 2019 com o secretário do Tribunal de Contas da União em Macapá, para tratar de reverter esta situação.

## Organização

### Reitores
Em 1970, foi criado um polo de extensão da Universidade Federal do Pará (UFPA), em Macapá. A docente Maria Sá foi indicada pelo responsável do programa para coordenar a formação dos professores em nível de 1º e 2º graus, permanecendo por 20 anos até a criação da UNIFAP. De 1990 a 1992, assumiu o cargo de Reitora Pro Tempore (temporariamente) por 2 anos.  A Prof.ª Dr.ª Laíses Braga, foi a segunda reitora desta universidade, entre 1992 a 1993. Ela foi graduada em Licenciatura Plena em Letras pela Universidade Estadual do Ceará e doutora em Educação pela Universidade Federal do Rio Grande do Norte. Sua gestão coordenou o primeiro vestibular completamente realizado por docentes e técnicos da UNIFAP . A mesma se tornou professora Adjunta da Universidade do Estado do Pará após seu desvinculamento da instituição.
O Prof. Dr. João Renôr Ferreira de Carvalho nasceu no Maranhão, era bacharel em História pela Universidade Federal de Pernambuco e Doutor em Estudos Latino Americanos na Universidade de Paris. Durante sua trajetória acadêmica, atuou principalmente nos temas: Indigenismo Brasileiro e Amazônico, Memória, História do Maranhão, História da Amazônia e Etnologia de comunidades tribais do Nordeste. Escreveu mais de 15 livros, obras importantes para a historiografia brasileira, entre elas: “Os índios Guêguê e Acoroá (Craô) do Piauí Colonial no período de 1738 a 177”, “O Samuel Benchimol qque eu conheci: um homem apaixonado pelo mundo amazônico”, “O Maranhão na História: O Maranhão Português em Apreciação Histórica”, “A Geopolítica Lusitana do século XVIII no Piauí Colonial”, “Aspectos do Povoamento da Amazônia Brasileira”, “Momentos de História da Amazônia”. Sua última obra foi lançada em 2014, com o título "Ação e Presença dos Portugueses na Costa Norte do Brasil no século XVII – A Guerra no Maranhão 1614-1615". Faleceu em março de 2016, vítima de câncer no intestino.
O Prof. João Brazão da Silva Neto foi o primeiro reitor a ser eleito por voto, para a gestão de 2002 a 2006. Era amapaense e possuía quatro cursos de graduação, dentre estes de Matemática/Física e Direito pela UFPA. Faleceu em 9 de maio de 2020, por complicações em decorrência da covid-19.
| Reitor (a) | Reitor (a)                      | Gestão              | Ref.                 |
| ---------- | ------------------------------- | ------------------- | -------------------- |
| 1          | Maria Alves de Sá               | 1990 — 1992         | [ 29 ] [ 24 ]        |
| 2          | Laíses do Amparo Braga          | 1992 — 1993         | [ 29 ] [ 25 ]        |
| 3          | Antonio Gomes de Oliveira       | 1993 — 1997         | [ 29 ] [ 24 ]        |
| 4          | João Renor Ferreira de Carvalho | 1997 — 1999         | [ 29 ]               |
| 5          | Paulo Fernando Batista Guerra   | 1999 — 2002         | [ 29 ]               |
| 6          | João Brazão da Silva Neto       | 2002 — 2006         | [ 29 ] [ 28 ]        |
| 7          | José Carlos Tavares Carvalho    | 2006 — 2014         | [ 29 ]               |
| 8          | Eliane Superti                  | 2014 — 2018         | [ 30 ] [ 31 ]        |
| 9          | Júlio César Sá de Oliveira      | 2018 — em exercício | [ 32 ] [ 33 ] [ 34 ] |

### Entidades estudantis e sindicatos
O Diretório Central dos Estudantes é a principal representação estudantil da UNIFAP. Cada curso também possui seu centro acadêmico (C.A.). 
Os servidores do campus são representados pelo SINSTAUFAP, e os professores pelo SINDUFAP - Andes.

## Campi

### Marco Zero do Equador
O campus sede da UNIFAP se localiza-se na cidade de Macapá. Em 1991, com a nomeação de um reitor pro tempore, a UNIFAP realiza o primeiro vestibular para os cursos de Direito, Secretariado Executivo, Geografia, História, Matemática, Letras, Educação Artística e Enfermagem.

### Santana

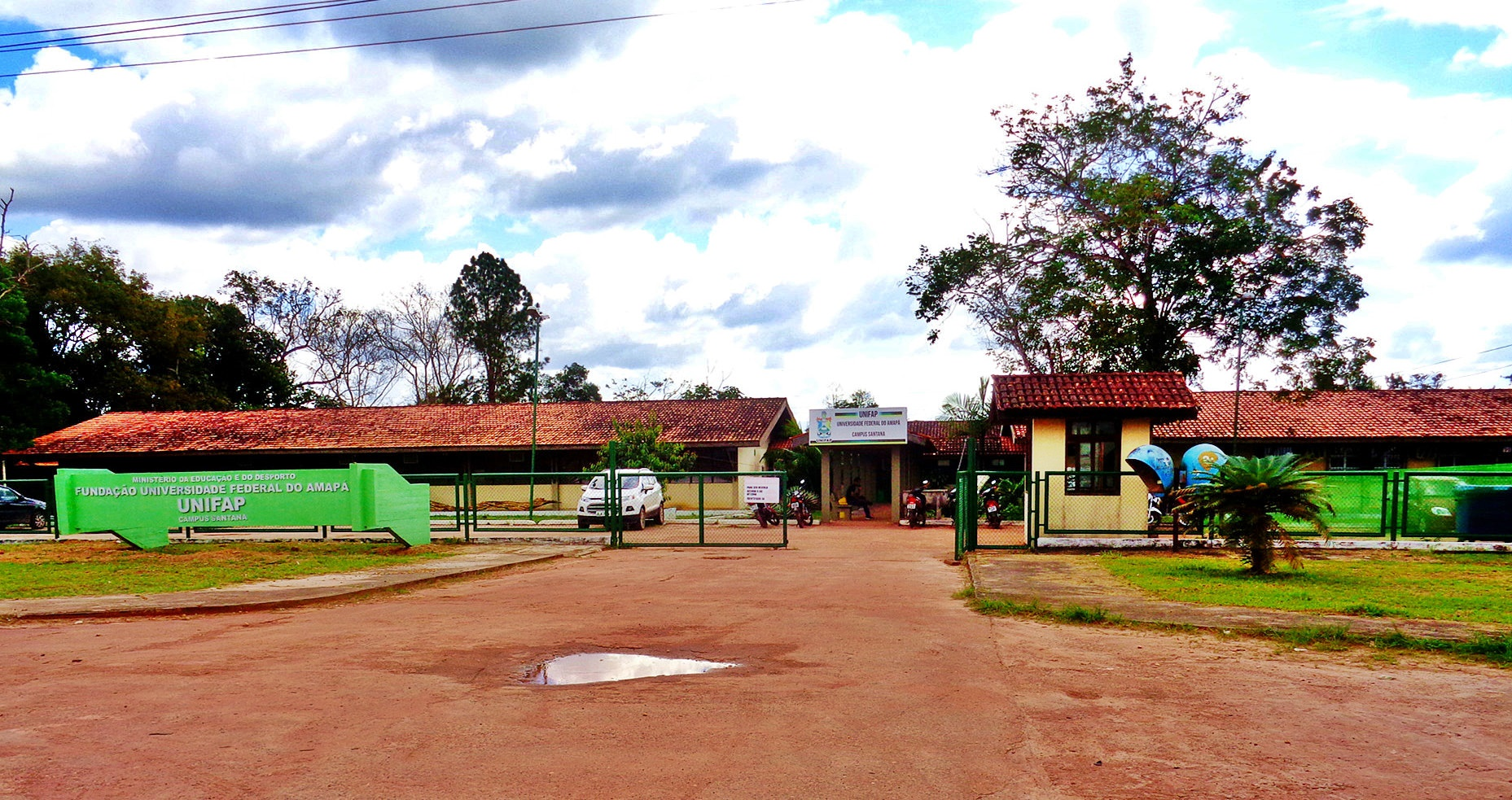
Campus Santana em 2019.

Campus Universitário de Santana (CSTN) possui instalações próprias localizadas em uma área de 2 hectares, ao longo da Rodovia Duca Serra, nº 1233 – Bairro Fonte Nova no Município de Santana, vinculado a Universidade Federal do Amapá, o qual foi instituído pela Resolução nº 019/2006 – Consu. Em 2 de maio de 2005 entrou em funcionamento  com a criação do curso de arquitetura e urbanismo, que desde 2016 está funcionando no Campus Marco Zero do Equador. No dia 9 de dezembro de 2015 começou a funcionar as primeiras turmas dos Cursos de Licenciatura em Filosofia, Letras, Química e Pedagogia, regulamentado pela Resolução Nº 046/2013-Consu de 21 de novembro de 2013, após da assinatura de pactuação entre a UNIFAP e a Diretoria do Desenvolvimento da Rede de IFES da Secretaria de Educação Superior do Ministério da Educação, a Diretora do Difes/SESu/MEC e a Coordenadoria Geral de Recursos Humanos.
Diante da exigência do colegiado do curso de química, por melhoria estrutural em seu laboratório, e não Havendo possibilidade de atender tais demandas. O curso foi transferido para o campus marco zero. Com isso, passam a existir em 2018 três cursos que atendem 333 alunos. Em 24 de janeiro de 2020, foi anunciado que o campus passará por reformas no mês de fevereiro. Terá início a construção de um bloco que contará com cinco salas de aulas, salas para as coordenações de curso, copa, refeitório, banheiros e será construído numa área de 613,10 m². Além da urbanização do entorno, que vai abranger uma área de 198,35 m², de acordo com as especificações técnicas e o memorial descritivo. A empresa vencedora da tomada de preços foi ‘Abrasse Empreendimentos Ltda’. A obra está orçada em R$ 998.988,92 com tempo estimado de 180 dias. 

### Mazagão
- Educação do Campo - Biologia/Física (Licenciatura)
- Educação do Campo - Ciências Agrárias/Biologia (Licenciatura)

### Binacional
O Campus Binacional localiza-se no município de Oiapoque, na fronteira com a Guiana Francesa.
Em 2007 foi criado e implantado no Campus Norte o curso de Licenciatura Intercultural Indígena, com o objetivo de formar professores para as escolas indígenas do estado. O curso possui formato de módulos, com aulas nos períodos de Janeiro/Fevereiro e Julho, ofertando 30 vagas anualmente. Foi o primeiro curso implantado no campus, com corpo docente e infraestrutura próprias. Em 2011 foi dado inicio à construção de novos edifícios, com o objetivo de ampliar a capacidade do campus e receber novos cursos. Em 2013, o Campus Norte é transformado em Campus Binacional, através da Resolução Nº 01/2013 do Consu/UNIFAP. Com isso, além do status transfronteiriço, o campus passa a ser administrado por uma direção geral e uma estrutura administrativa própria. O primeiro diretor geral do Campus Binacional foi o técnico em assuntos Educacionais (Paulo Roberto Miranda da Silva), que administrou o campus por 2 anos. Período que em  Eliane Leal Vasquez exerceu o cargo de  diretora de ensino, pesquisa e extensão, sendo nomeada ao cargo comissionado pela Portaria n. 398/2013-UNIFAP, conforme registrado em uma monografia do Curso de Licenciatura Intercultural Indígena. 
Em 2013 foram criados sete novos cursos: Letras (Francês), História, Geografia, Pedagogia, Ciências Biológicas, Direito e Enfermagem, que tiveram o ingresso da primeira turma no primeiro semestre de 2014. Atualmente o Campus Binacional segue em expansão, com o ingresso de novas turmas, professores e técnicos, sendo cerca de mil alunos, cem professores e quarenta técnicos. Há projeto de construção de novas instalações em terreno de cerca de cem hectares no município de Oiapoque para criar uma cidade universitária, que abrigará os cursos já existentes e outros que serão criados, além de alojamento, restaurante universitário, anfiteatro e centro poliesportivo.
Em 2024, foi aprovado no Senado Federal um projeto de lei para tornar o Campus Oiapoque independente, transformando-o em Universidade Federal da Fronteira Norte (Unifron).

### Laranjal do Jari
- Ciências Biológicas (Licenciatura)
- Ciências Sociais (Bacharelado/Licenciatura)
- Educação do Campo - Biologia/Física (Licenciatura)
- Geografia (Licenciatura)
- História (Licenciatura)
- Letras - Língua Portuguesa (Licenciatura)
- Matemática (Licenciatura)
- Pedagogia (Licenciatura)

### Tartarugalzinho
O campus localiza-se no município de Tartarugalzinho, distante 230 quilômetros da capital do estado. O terreno possui cem hectares e foi doada para a UNIFAP pela Prefeitura de Tartarugalzinho com apoio da empresa Amapá Florestal e Celulose (AMCEL), que atua na região. Entre os cursos a serem oferecidos na futura Faculdade de Ciências Agrárias constam Agronomia, Veterinária e Zootecnia.

## Estudantes egressos e ilustres

### Artes
- Cantora Ana Martel, formada em Ciências Sociais.
- O cantor e compositor, Zé Miguel, mestrando em Educação.[44][45]

### Política
- O atual governador do Amapá e ex-prefeito de Macapá, Clécio Luís, formado em Geografia.[46]
- Deputado Federal, Dorinaldo Malafaia, formado em Enfermagem e Mestre em Desenvolvimento Regional.
- Deputada Federal, Marcivânia Flexa, formada em Letras.[47]
- Deputado estadual, Paulo Lemos, formado em História.
- O atual Senador, Randolfe Rodrigues, formado em História.